# Moufida Bourguiba

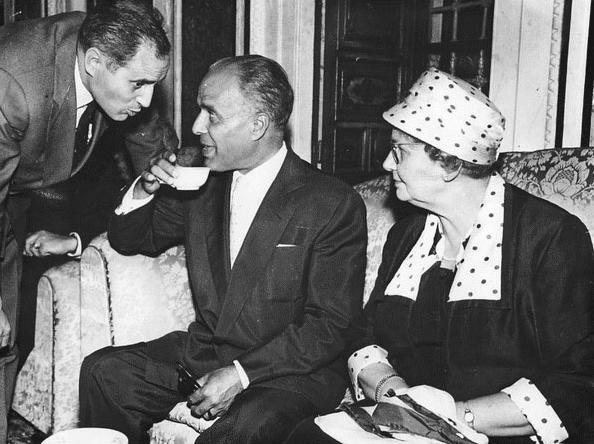
Moufida Bourguiba met haar echtgenoot (zittend) en haar zoon (staand), 1956

Moufida Bourguiba (geboren als Mathilde Clémence Lorain, Saint-Maur-des-Fossés, 24 januari 1890 - Monastir, 15 november 1976) was de eerste echtgenote van de Tunesische president Habib Bourguiba.

## Biografie
Ze werd geboren als Mathilde Lorain in een arbeidersgezin in een voorstad van Parijs. Haar eerste echtgenoot, een Frans officier, sneuvelde in 1916 tijdens de Eerste Wereldoorlog. In 1925 ontmoette ze Bourguiba, toen 22 jaar oud, die rechten studeerde in Parijs. In 1927 kreeg het koppel een zoon, Habib Bourguiba Junior, en enkele maanden later huwden ze. Habib Bourguiba verhuisde met zijn gezin naar Tunesië waar hij advocaat werd. Borguiba was een aanhanger van de Destourpartij die streefde naar onafhankelijkheid van Tunesië en werd oprichter van de Neo-Destourpartij. Bourguiba werd verschillende keren gearresteerd door de Franse autoriteiten en tijdens zijn gevangenschap vervulde zijn echtgenote de rol van doorgeefluik tussen Bourguiba en de andere partijkopstukken. Zij liet ook toe dat ze in haar huis vergaderden. Na de Tunesische onafhankelijkheid in 1956 werd Bourguiba eerste minister en het jaar erop president. Zijn echtgenote nam de Tunesische nationaliteit aan en bekeerde zich tot de islam. Ze nam de naam Moufida aan. In 1961 scheidde het koppel waarna Moufida Bourguiba zich terugtrok in Monastir. Ze bleef op goede voet met haar ex-echtgenoot. Na haar dood in 1976 werd ze begraven in het mausoleum van de familie Bourguiba.

## Eerbewijzen
Ze werd door haar echtgenoot onderscheiden met het grootlint in de Ordre de l'Indépendance en de Ordre du Mérite.

## Bron
1. 1 2 3  (fr)  Thierry Deslot, Moufida BOURGUIBA (1890-1976), épouse de président de la république (Le Vieux Saint-Maur, Société d'Histoire et d'Archéologie de Saint-Maur-des-Fossés) Geraadpleegd op 6 oktober 2024.
2. ↑  (en) "Moufida Bourguiba", The New York Times, 15 november 1976. Geraadpleegd op 7 oktober 2024.